# Hush (band)
Hush was een Australische glamrock/popband uit Sydney.

## Bezetting
Hush
- Keith Lamb (leadzang, 1971–77, 1979, 2004, 2006)
- Robin Jackson (leadgitaar, 1971–72, 2006)
- John Koutts (drums, 1971–72)
- Rick Lum (basgitaar, 1971–76, 2004, 2006)
- Chris Nolan (keyboards, 1971–72)
- Les Gock (leadgitaar, 1972–77, 2004, 2006)
- Chris 'Smiley' Pailthorpe (drums, 1972–77, 2004, 2006)
- Jacques De Jongh (ritmegitaar, basgitaar, 1976–77)

New Hush (vanaf 1977)
- Keith Lamb (leadzang)
- Jacques De Jongh (basgitaar)
- Criston Barker (basgitaar)
- Con Gallin (gitaar)
- Paul Grant (gitaar)
- Nat De Palma (drums)

## Geschiedenis
Hush werd in 1971 geformeerd in de voorstad Seven Hills van Sydney als een vijfkoppige lichte popband door Robin Jackson, John Koutts, Keith Lamb, Rick Lum en Chris Nolan. Jackson en Nolen waren gelijktijdig geëmigreerd van het Verenigd Koninkrijk naar Australië. Nolan was eerder bij de Grandmars Observers.
De debuutsingle Over You van Hush werd eind 1971 uitgebracht bij Philips Records. In april van het navolgende jaar sloten Les Gock (voorheen Chariot) en Chris Pailthorpe zich aan bij de vierkoppige bezetting. Ze bereikten de provinciale finales van de nationale bandcompetitie Hoadley's Battle of the Sounds en brachten een coverversie als single uit van White Christmas in december. Gedurende 1973 begeleidden ze concerten van The Jackson Five en Status Quo.
Hush plaatste zich eerst in de Kent Music Report singlehitlijst in oktober 1973 met hun eigen compositie Get the Feeling (#40). Er volgde het debuutalbum Aloud 'n' Live bij WEA Records, dat zich plaatste in de Kent Music Record albumhitlijst (#40). In februari 1974 bracht de band Man Eater uit (#88). Hun tweede album Get Rocked! (#9) werd uitgebracht in juli 1974 bij Wizard Records. Het titelnummer bezorgde Lamb een gedenkwaardig moment, hij herinnerde zich in augustus 2004 dat ze werden verwacht om op te treden im Manjimup in West-Australië. De hoogstgeplaatste oorspronkelijke single Walking (#22, augustus 1974) werd geschreven door Gock en Lamb. Ze brachten hun derde album C'mon We're Taking Over (#26) uit in november 1974 .
In 1975 had Hush een onvergetelijk optreden in de popmuziek-tv-show Countdown met een rockige, gedreven coverversie van Bony Moronie van Larry Williams, die zich in september 1975 plaatste in de singlehitlijst (#4), voortbewegend op de golven van de glamrockrage in Australië. Het vierde studioalbum Rough Tough 'n' Ready (#15) werd uitgebracht in november 1975. Hun volgende coverversie Glad All Over (#8, eind 1975) werd oorspronkelijk uitgebracht door The Dave Clark Five.
In augustus 1976 werd een tweede gitarist Jacques De Jongh (voorheen Shadowfax, Redhouse) toegevoegd aan de band. Drie maanden later vertrok Rick Lum en De Jongh wisselde naar de basgitaar. Ze ondersteunden Alice Cooper tijdens diens tournee in Australië in maart 1977. De band bracht in juli van dat jaar het album Touché uit. Pailthorpe verliet de band eind 1977 en Gock volgde iets later.

## Na de ontbinding
Nadat de band in 1977 was ontbonden, formeerden De Jongh en Lamb New Hush alias Hush 2. De Jongh vertrok in april 1978 om zich te voegen bij John Paul Young & the All Stars. Lamb ging verder met New Hush met Criston Barker (voorheen Ash, Freeway, Hollywood), Con Gallin (voorheen Fingerprint), Paul Grant (voorheen Buster Brown, Hollywood) en Nat De Palma (voorheen 20th Century). Lamb formeerde andere bands zoals de Keith Lamb Band, Larry en Airport. Hij was later partner in een internationaal decoratiebedrijf Rajmahal en mede-auteur van een kaartspellenreeks TAOC: The Art of Conversation. Lamb schreef mede de top 10-hit Ol' Rag Blues van Status Quo in september 1983.
In overeenstemming met McFarlane in de lucratieve wereld van het reclamewezen, heeft Gock hemzelf genoemd als een van de belangrijkste muziek- en geluidsvormgevers van de country. Hij had ook de soundtracks geproduceerd voor de film Puberty Blues en het tv-drama Water Rats. Pailthorne werd architect. De Jongh vervolgde zijn muziekcarrière en nam materiaal op. Hij was ook chef-kok. Lum werkte als grafisch ontwerper.
In november 1979 herformeerde Lamb Hush voor het eenmalige concert 'Concert of the Decade' op het voorplein van het Sydney Opera House. Hush werd weer herenigd in augustus 2004 voor een Nordoff-Robbins liefdadigheids-evenement. De bezetting bestond uit Gock, Lamb, Lum en Pailthorpe, die voor de eerste keer samen speelden in 25 jaar. Gocks zoon Adam begeleidde hen op het podium. In september 2006 toerde Hush door Australië met andere artiesten tijdens de 'Countdown Spectacular Tour'. Andere oorspronkelijke leden, zoals Robin Jackson, die toen speelde bij Chris Turner & the Wolftones, vervoegde zich bij Hush voor deze tournee. Na het verlaten van Hush in 1972 gooide Jackson voor een poos de handdoek in de ring, maar eind 1976 kreeg het muziekvirus weer de overhand en voegde hij zich bij de jaren 1960-georiënteerde band Punkz. Deze band wijzigde hun naam midden 1977 in Cheek om niet geassocieerd te worden met de punkmuziek. Ze hadden een top 50-hit met So Much in Love in januari 1978.

## Discografie

### Singles
- 1971:	Over You
- 1972:	White Christmas
- 1973:	Get the Feeling
- 1974:	Man Eater
- 1974: Walking
- 1974: C'Mon We're Taking Over
- 1975:	Bony Moroney
- 1975: Glad All Over
- 1976:	Rough, Tough & Ready / You Really Gotta Hold on Me
- 1976: Too Young to Know / Lies
- 1976: Sunday
- 1977: Nothing Stays the Same Forever
- 1977: Messin' Around

### Studioalbums
- 1973: Aloud 'n' Live (Warner Bros Music)
- 1974: Get Rocked! (Wizard Records)
- 1974: C'mon We're Taking Over (Wizard Records)
- 1975: Rough Tough 'n' Ready (Wizard Records)
- 1977: Touché (Wizard Records)

### Compilaties
- 1976: Nothing Stays the Same Forever (The Best of Hush Volume One) (Wizard Records)
- 1996: The Best Of Hush (Castle Communications / BMG Records)

### Ep's
- 1974: Hush Power (Warner Bros Music, 4 nummers)
- 1975: Get Hushed! (Wizard Records, 4 nummers)